# Rock 'N' Roll Star
"Rock 'N' Roll Star" é uma canção da banda de rock inglesa Oasis. É a faixa de abertura de seu álbum de estreia, Definitely Maybe (1994). Como a maioria das músicas da banda dessa época, foi escrita pelo guitarrista principal Noel Gallagher, que disse que "Rock 'n' Roll Star" era uma das três únicas músicas em que ele queria dizer algo: "Resumi praticamente tudo o que queria dizer em "Rock 'n' Roll Star", "Live Forever" e "Cigarettes & Alcohol", depois disso estou me repetindo, mas de uma forma diferente".
Foi lançado como single de rádio na América. O vídeo da música, dirigido por Nigel Dick, consiste em clipes da banda tocando a música de seu show Live by the Sea em Southend-on-Sea, intercalados com clipes deles, filmando um ao outro, no Southend Pier, dentro e ao redor do parque de diversões, "Adventure Island" então chamado de "Peter Pan's Playground" e na pista de boliche, que posteriormente pegou fogo. A música foi apresentada no álbum ao vivo e DVD da banda em 2000, Familiar to Millions; outra versão ao vivo foi gravada em um show de 2 de julho de 2005 no City of Manchester Stadium e lançada no single da banda "Let There Be Love" no final de 2005.
Liam Gallagher cantou a música como parte do show beneficente One Love Manchester em 4 de junho de 2017 para ajudar os afetados pelo Atentado de Manchester em 2017. A banda britânica indie de eletropop Kero Kero Bonito lançou um cover da música em setembro de 2017, reinterpretando a música como uma faixa dance-pop.

## Recepção
Steve Baltin, do Cash Box, escolheu a música como Escolha da semana, escrevendo: "Se alguma música de seu CD de estreia, Definitely Maybe, mostra por que o Oasis recebeu a resposta calorosa do público americano, esta é a faixa. Contra uma batida de fundo selvagem, mas contagiante, o cantor Liam Gallagher captura a fantasia dos adolescentes em todos os lugares. No entanto, isso é mais do que um sonho, é uma declaração de que faremos a fantasia se tornar realidade. Com sua deslumbrante atualização dos grandes ganchos pop dos anos 60, Oasis está a caminho de alcançar o estrelato sobre o qual cantam. Espere que esta seja uma continuação tremendamente eficaz de “Live Forever" nas lojas de rock moderno em todos os lugares, com estações AOR selecionadas percebendo a alegria desta faixa também. Isso é o que a música pop deveria ser." 

## Gráficos e certificações
| País/Parada (1995)                   | Melhor posição |
| ------------------------------------ | -------------- |
| Estados Unidos (Alternative Airplay) | 36             |

| Reino Unido (BPI)                                        | Ouro | 400 000‡ |
| ‡ Certificação com base no número de vendas + streaming. |      |          |